# Öskubakur
Öskubakur är en kulle i republiken Island. Den ligger i regionen Västfjordarna, 240 km norr om huvudstaden Reykjavík. Toppen på Öskubakur är 510 meter över havet, eller 114 meter över den omgivande terrängen. Bredden vid basen är 1,6 km.
Runt Öskubakur är det mycket glesbefolkat, med 6 invånare per kvadratkilometer. Närmaste större samhälle är Bolungarvík, omkring 12 kilometer öster om Öskubakur. Trakten runt Öskubakur består i huvudsak av gräsmarker.